# Christine (película de 1983)
Christine es una película de terror estadounidense de 1983, dirigida por John Carpenter,
con guion de Bill Phillips.
Es protagonizada por Keith Gordon, John Stockwell, Alexandra Paul y Harry Dean Stanton en sus papeles principales, Roberts Blossom y Kelly Preston como actores de reparto.
Basada en la novela homónima de Stephen King (n. 1947), la película sigue los cambios en las vidas de Arnie Cunningham, sus amigos, su familia y sus enemigos adolescentes después de que Arnie compra un auto Plymouth Fury de 1958 llamado Christine. Ocurren cosas extrañas y los espectadores descubren el secreto del auto: es poseído por un espíritu maligno que parece tener una personalidad celosa y posesiva, capaz de auto-repararse y está dispuesto a vengarse de cualquiera que se atreva a hacer daño al automóvil o a su propietario.
La cinta obtuvo nominación como mejor película en los premios Saturn y Carpenter una nominación a mejor director en el Festival de Cine Fantástico de Avoriaz.

## Argumento

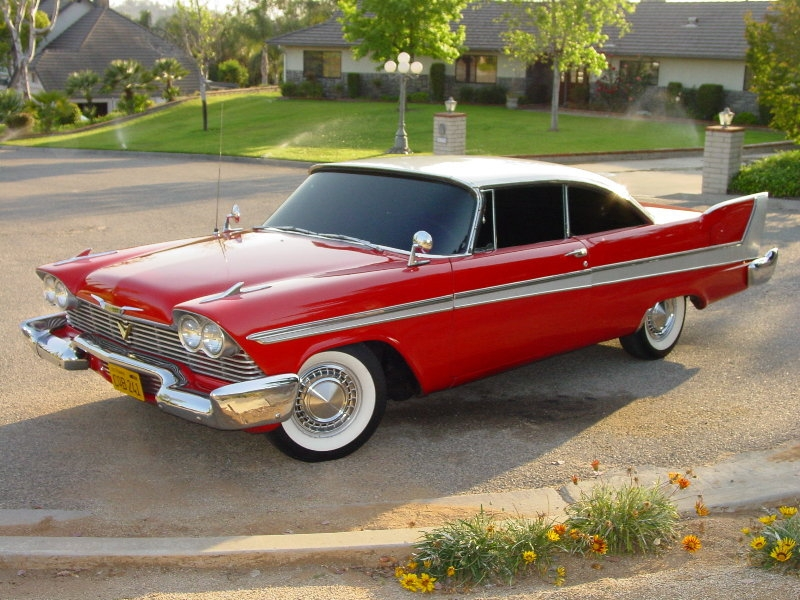
Un Plymouth Fury de 1958, similar a Christine.

En septiembre de 1957, en una cadena de montaje de Chrysler Corporation en la ciudad de Detroit, el capó de un Plymouth Fury de 1958 recién ensamblado y pintado a medida, se cierra sin previo aviso y aplasta la mano de un trabajador de la cadena que inspecciona su parte delantera. Otro trabajador entra para sentarse a descansar un momento y deja caer la ceniza de su cigarrillo en el asiento. Horas después, un supervisor descubre que el trabajador se desplomó en el asiento y abre la puerta para ayudarlo, pero el trabajador cae al suelo, muerto con una expresión de terror en el rostro. El supervisor, aterrado y alarmado, hace sonar el claxon para pedir ayuda.
21 años después, en septiembre de 1978, Arnold "Arnie" Cunningham (Keith Gordon) es un adolescente torpe e impopular en Rockbridge (en el estado de California), con un solo amigo, el futbolista de fútbol americano Dennis Guilder (John Stockwell). La vida de Arnie comienza a cambiar cuando compra un Plymouth Fury de 1958 usado y maltratado llamado "Christine"
(mencionado como «Cristina» en Hispanoamérica), el mismo auto de la cadena de montaje, que necesita reparaciones extensas y ser restaurado. Como sus padres no lo dejan guardar el viejo coche en su casa y molestos por su compra, Arnie lo guarda en un garaje y depósito de chatarra, para reparar y restaurar, de propiedad de Will Darnell (Robert Prosky). A medida que pasa más tiempo trabajando en el automóvil, desecha sus gafas, se viste más como un greaser de los años 1950 y desarrolla una personalidad muy segura, arrogante y paranoica.
Sin que Arnie lo sepa, Dennis investiga y descubre el oscuro pasado de Christine, por parte del hermano de su obsesivo propietario original: la hija del dueño se ahogó en ella, su esposa se suicidó dentro de ella y eventualmente el propietario hizo lo mismo, pero Arnie lo ignora y sigue trabajando durante meses para restaurar su auto.
Durante el partido de rugby, Dennis se distrae al ver llegar a Arnie en su auto totalmente restaurado, besando a una chica frente a Christine y se queda asombrado frente a ella, causando que terminara sufriendo una lesión en la pierna y en la espalda que lo elimina de la temporada. 
La nueva novia de Arnie, Leigh Cabot (Alexandra Paul), mientras está dentro del auto en una cita con él, se ahoga con una hamburguesa. Se salva cuando un hombre que pasa junto a ellos administra la maniobra de Heimlich. Se revela que Christine está celosa de ella, Leigh jura que nunca volverá a subir al coche y le pide a Arnie que se deshaga de él. Leigh y Arnie se separan cuando él se niega a considerar esto.
Enojado con Arnie por haber sido expulsado después de una confrontación en una clase de taller, el acosador escolar Clarence Buddy Repperton (William Ostrander) lo sigue en la noche hasta el taller y vandaliza a Christine con la ayuda de su pandilla. Arnie está devastado y decidido a reparar a Christine, pero siente que puede volver a restaurarse por amor. Justo entonces, Arnie logra entender que Christine es capaz de recuperarse y repararse rápidamente, quedando totalmente restaurada a la calidad de la sala de exhibición mientras observa. 
Christine en la noche se aleja por sí sola para buscar a la pandilla de Buddy, aplastando a uno en un callejón, provocando una impresionante explosión en una estación de servicio que mata a otros dos y envuelta en llamas persigue al líder Buddy hasta atropellarlo. Después Christine regresa al garaje de Darnell para autorepararse, este se sienta detrás del volante y muere aplastado cuando Christine empuja el asiento del conductor hacia adelante. A la mañana siguiente, Christine está de vuelta en su lugar y como nueva.
El detective de la policía estatal Rudolph Rudy Junkins (Harry Dean Stanton) sospecha de Arnie, después de haber descubierto la pintura de Christine en las escenas de la muerte de dos pandilleros. Sin embargo, no tiene evidencia directa para implicar a Arnie, un estudiante universitario que estaba en otro lugar, sin antecedentes penales y buen estudiante, que tiene una buena coartada. Junkins no sabe o no puede creer que Christine pueda conducirse por sí misma.
Dennis y Leigh, unidos en su afecto por Arnie, deciden que la única forma de salvar a Arnie es destruir a Christine. Empiezan a poner una trampa en el garaje de Darnell; Dennis espera a los mandos de un bulldozer, mientras que Leigh está lista para cerrar las puertas del garaje y cortar la retirada de Christine una vez que entre. Sin embargo, Christine ha estado oculta debajo de una pila de escombros en el garaje todo el tiempo, y cuando Leigh toma su posición en los controles de la puerta, Christine procede a atacarla. Christine se estrella en la oficina de Darnell en un intento de llegar a Leigh. Arnie, quien ha estado conduciendo el auto por sí mismo, es arrojado a través del parabrisas y empalado en un pedazo de vidrio, que lo mata. Dennis y Leigh atacan a Christine con la excavadora, pero continuamente se repara y contraataca. La batalla continúa hasta que conducen repetidamente de un lado a otro sobre el coche, dañando tanto a Christine que no puede regenerarse de inmediato.
Unos días más tarde, Dennis, Leigh y Junkins observan cómo los restos de Christine, compactados en un cubo por una trituradora de automóviles, son arrojados a un depósito de chatarra, se retiran del lugar y la cámara se acerca a un primer plano de la rejilla frontal, que lentamente comienza a doblarse nuevamente para repararse.

## Reparto
- Keith Gordon (1961-) como Arnold Arnie Cunningham.
- John Stockwell (1961-) como Dennis Guilder.
- Alexandra Paul (1963-) como Leigh Cabot.
- Harry Dean Stanton (1926-2017) como el detective Rudolph Rudy Junkins.
- Robert Prosky (1930-2008) como Will Darnell, el dueño del garaje.
- Roberts Blossom (1924-2011) como George LeBay.
- Kelly Preston (1962-2020) como Roseanne.
- Christine Belford (1949-) como Regina Cunningham, la madre de Arnie
- Robert Darnell (1930-1991) como Michael Cunningham, el padre de Arnie.
- David Spielberg (1939-2016) como el señor Casey.
- William Ostrander (1959-) como Clarence Buddy Repperton, el líder de la pandilla.
- Malcolm Danare (1962-) como Peter Moochie Welch, el miembro gordito de la pandilla.
- Douglas Warhit (1962-) como Bemis
- Steven Tash (1962-) como Richard Richie Trelawney, miembro de la pandilla.

## Banda sonora
| Christine: Music from the Motion Picture |                                     |          |  |
| N.º                                      | Título                              | Duración |  |
| 1.                                       | «Arnie’s love theme»                | 1:15     |  |
| 2.                                       | «Obsessed with the car»             | 2:07     |  |
| 3.                                       | «Football run/kill your kids»       | 2:42     |  |
| 4.                                       | «The rape»                          | 1:10     |  |
| 5.                                       | «The discovery»                     | 1:30     |  |
| 6.                                       | «Show me»                           | 2:36     |  |
| 7.                                       | «Moochie’s death»                   | 2:25     |  |
| 8.                                       | «Junkins»                           | 3:33     |  |
| 9.                                       | «Buddie’s death»                    | 1:27     |  |
| 10.                                      | «Nobody’s home/Restored»            | 1:44     |  |
| 11.                                      | «Car obssession reprise»            | 1:53     |  |
| 12.                                      | «Christine attacks (Plymouth Fury)» | 2:30     |  |
| 13.                                      | «Talk on the couch»                 | 1:23     |  |
| 14.                                      | «Regeneration»                      | 1:25     |  |
| 15.                                      | «Darnell’s tonight»                 | 0:13     |  |
| 16.                                      | «Arnie»                             | 1:01     |  |
| 17.                                      | «Undented»                          | 1:54     |  |
| 18.                                      | «Moochie mix four»                  | 2:26     |  |

## Recepción
Tras su lanzamiento la película recaudó 21 millones de dólares estadounidenses en la taquilla de los Estados Unidos. 
Pese a la inicial tibia acogida de la crítica, con el tiempo se ha convertido en una película de culto.
La redacción de la revista Fotogramas le otorga 2 estrellas de 5 indicando que se trata de «la adaptación de una prometedora novela de Stephen King, que tuvo un tratamiento francamente decepcionante. Su resolución antepone el efectismo más aparatoso a lo inquietante de la historia».
Adrián Massanet, en EspinOf indica «divierte bastante, está realizada con gran profesionalidad, y posee, al menos, dos secuencias antológicas. Pero carece de la densidad del gran cine de Carpenter, el mismo que mientras se ríe de los géneros, o por lo menos los cuestiona, hace uso de ellos para proponer aventuras inolvidables en su fuerza narrativa y en su gozoso tenebrismo».
Omar Khan, en su crítica para la revista Cinemanía, reseña que «un coche con vida propia es el centro de este film de terror progresivo elaborado con veteranía por Carpenter, a partir de un espeluznante relato de King».
El crítico Roger Ebert le otorga una puntuación de 3 sobre 4 advirtiendo que «es, por supuesto, una ridiculez. Pero la he disfrutado de todos modos. El cine tiene una relación especial con los automóviles: por alguna razón adoramos ver accidentes y más accidentes».
Gary Arnold, en las páginas del diario The Washington Post tiene una consideración global positiva «entre los sobresalientes efectos especiales y la inteligente interpretación de Gordon, lo cierto es que Christine es una obra mucho más entretenida de lo que cabía esperar por su propuesta».
Algo menos positivo Kim Newman, en la revista de cine Empire, le concede 2 estrellas de 5 pero valora que se trata de «una película bien elaborada, entretenida y con una excelente puesta en escena, pero que no ofrece nada nuevo. Es fruto del tipo de terror que se hacía en su día, aunque cumple su cometido».
Janet Maslin, en el diario The New York Times indica que «la primera parte es absorbente y cuenta con buenas interpretaciones, creando una ambientación veraz y creíble. Por desgracia, se hace cada vez más pesada a medida que avanza y cae rápidamente en lo predecible».
En los portales de información cinematográfica obtiene globalmente una positiva valoración.
En FilmAffinity, con 15 831 votos, obtiene una puntuación de 6,1 sobre 10.
En IMDb (Internet Movie DataBase: base de datos de películas de internet), con 71 720 valoraciones, la cinta obtiene una puntuación de 6,7 sobre 10.
En el agregador de críticas Rotten Tomatoes tiene la calificación de «fresco» para el 69 % de las 29 críticas profesionales y para el 64 % de los 64 595 usuarios del portal.

## Casting
Columbia Pictures había querido elegir a Brooke Shields en el papel de Leigh debido a su publicidad después del lanzamiento de la película La laguna azul (1981), y Scott Baio como Arnie.
Los cineastas declinaron la sugerencia, optando por elegir a actores jóvenes que aún eran bastante desconocidos.
Kevin Bacon audicionó para el papel, pero optó por no participar cuando se le ofreció el papel en Footloose (1984).

## Remake
En junio de 2021, el guionista Bryan Fuller difundió que estaba preparando una nueva versión de la película y que actuaría como director de la nueva entrega. Esta prevista a estrenarse en 2027.